# Liogenys latitarsis
Liogenys latitarsis är en skalbaggsart som beskrevs av Moser 1918. Liogenys latitarsis ingår i släktet Liogenys och familjen Melolonthidae. Inga underarter finns listade i Catalogue of Life.